# María Prieto O'Mullony
María Prieto O'Mullony (Zamora, 3 de octubre de 1997) es una jugadora de balonmano española, que juega en el Caja Rural Aula Valladolid y la Selección Española de balonmano.

## Trayectoria
Empezó jugando en el colegio, donde también entrenaba judo o gimnasia rítmica. De ahí saltó a los equipos base del Balonmano Zamora (con la selección de Castilla y León infantil y juvenil se proclamó campeona de España) y pasó a ser jugadora profesional tras su fichaje por el Carobels León en su paso por la máxima división nacional del club leonés, cuando tan solo contaba con 15 años. 
Tras la salida de Alícía Fernández del Aula al Bera Bera el técnico Miguel Ángel Peñas buscó en María Prieto su sustituta y en mayo de 2015 se anunció su incorporación al club vallisoletano, donde coincidió con Silvia Arderius.
La temporada 2017–18 en el Aula puso el punto de inflexión en su desempeño, llegando a ser la máxima goleadora de la competición española con 228 tantos, récord de los últimos años en la Liga Guerreras Iberdrola. Tras un inicio de temporada 2018–19 en blanco por las lesiones, en marzo de 2019 se anunció su fichaje por el Bera Bera, donde la jugadora zamorana y la pivote Eli Cesáreo cambiaban Valladolid por San Sebastián. En el equipo donostiarra tuvo tres temporadas irregulares debido a tres lesiones de larga duración (rodilla, espalda y hombro) y, sin embargo, fue el momento de mayor lustre de su carrera hasta la fecha, ya que con el Super Amara Bera Bera consiguió sus títulos nacionales. En total 3 ligas entre los años 2019 y 2022, además de competir en la Liga Europea, antes de volver a Valladolid a jugar con el Aula en la temporada 2022–23.
En su regreso al Caja Rural Aula Valladolid consiguió recuperar un gran nivel en su juego, consiguiendo 87 tantos en los 17 partidos en los que participó (25 goles, con una media de 8,33 en los cuatro primeros partidos) y conformó un tandem letal con Jimena Laguna, con 116 tantos, que terminó por encima en las estadísticas finales de la temporada.
En enero del 2024 anunció su vinculación hasta el 2026 con la entidad vallisoletana y, con el Aula, ha desarrollado dos temporadas de mucho nivel y gran bagaje anotador (más de 200 goles entre las dos), consiguiendo un subcampeonato de Copa de la Reina. En marzo se anunció la salida al MKS Lublin polaco para la temporada 2025/26 y la 2026/27.

### Clubes
- 2012–13: Zamora
- 2013–15: Cleba León
- 2015–19: Aula Cultural
- 2019–22: Balonmano Bera Bera
- 2022–25: Aula Cultural

#### Datos(a fecha de mayo de 2025):[18]
|          | Liga | Copa | EHF | Total |
| -------- | ---- | ---- | --- | ----- |
| Partidos | 237  | 17   | 12  | 266   |
| Goles    | 1099 | 97   | 51  | 1247  |

### Selección española
Fue una habitual de las selecciones de base españolas, destacando su época con las Guerreras junior, donde llegó a vestir la camiseta española en 33 ocasiones y marcó 126 goles. 
Con las Guerreras se proclamaba campeona de los Juegos del Mediterráneo celebrados en Tarragona en 2018. El equipo, dirigido por Carlos Viver y donde coincidió con una gran generación de jugadoras como Merche Castellanos, Carmen Campos, Jennifer Gutiérrez, Paula García, Amaia González de Garibay, Lara González, Ivet Musons o Emma Boada. Finalizó invicta el torneo. 
Volvió a ser llamada en 2023, tras la llegada de Ambros Martín, en un equipo que mezclaba jugadoras veteranas como Silvia Arderius o Darly Zoqbi con la juventud de Carmen Arroyo y Ester Somaza para la preparación del Campeonato de Europa 2024 y del Campeonato del Mundo 2023, torneo que al final acabó jugandobajo la dirección de Ambros Martín, aunque las Guerreras fueron apeadas en la segunda ronda.

## Palmarés

### Clubes
- 3 x Liga Guerreras Iberdrola (2019-20, 2020-21, 2021-22)

### Selección
- 1 x Medalla de Oro en los Juegos del Mediterráneo celebrados en Tarragona 2018.[21]

### Galardones individuales
- Trofeo Vicen Muñoz (2017-18)[22]
- 2 x Máxima goleadora[23] de la Liga Guerreras Iberdrola 2017-18 (228 goles) y 2023-24 (130 goles)
- 2 x Mejor Lateral Derecho de la Liga Guerreras Iberdrola (2017-18, 2023-24)[24]
- Insignia de plata del Club Balonmano Zamora.[25]
- Mejor deportista de Zamora (2024).[26]

## Vida
Tiene un grado superior de laboratorio clínico y biomédico y gusta de ser llamada por su segundo apellido, de origen irlandés, que se pronuncia con doble ele. Admiradora de la extremo española Carmen Martín (ella empezó de extremo), sus referentes como jugadoras son Nora Mork y Anna Vyakhireva. 
Marcó el gol número 20.000 de Bera Bera en la liga española y en la temporada 2023-24, en un partido de Copa de la Reina ante el Cicar Lanzarote, marcó 17 goles, convirtiéndose en la máxima goleadora zamorana en un partido de toda la historia con registros, igualando con Natalia Morskova y Gemma Luján como máxima goleadora en un partido de clubes en 17 tantos.